# 假面騎士KABUTO God Speed Love
《劇場版 假面騎士KABUTO GOD SPEED LOVE》，為日本特攝電視劇《假面騎士KABUTO》的獨立劇場版，本作是纪念《假面骑士系列》誕生35週年和東映創立55週年，於2006年8月5日上映。
此外日本當地同步上映《轟轟戰隊冒險者》劇場版《轟轟戰隊冒險者 THE MOVIE 最強的密寶》。

## 本作特色
- 本作繼《真假面騎士 序章》、《假面騎士ZO》、《劇場版 假面騎士Agito Project G4》後，東映第四部為紀念《假面騎士系列》誕生的電影作品。

## 故事概要
電影版角色和故事背景與電視版有不同之處，官方解釋是因為時間旅行形成的平行宇宙的緣故。但也有另一種說法，是說電影版的劇情是接在電視版的前面，也就是所謂的「前傳」。這種說法指出電影版中的天道（Kabuto）藉由時間旅行回到過去改變了歷史，使原本因為隕石而受損嚴重的地球變成只有日本受到局部損壞（因爆破了原本的巨大隕石），但之後未來的天道把腰帶交給過去年幼的自己後，因為歷史改變而消失，解釋了天道一開始就得到腰帶的原因，形成了「近似」電視版的故事背景。
在電影版中，原本在電視版中只有使東京部分地區毀壞的隕石，因為完整無缺的墜落在海洋中，造成海水蒸發，大片海洋消失，氣候異常，人類生存受到威脅。更有甚者，隕石中夾帶的大量的外星生物WORM侵略人類世界，帶來破壞和恐慌。人類組成ZECT這個特別武力組織，並且開發出假面騎士系統，來對抗WORM。而ZECT更因為具有唯一能對抗WORM的武力，隱然成為人類世界的統治者。
有些ZECT的成員因不滿ZECT的做法，脫離另成立NEO-ZECT，與ZECT對抗。在一次ZECT和NEO-ZECT的對抗中，一個神秘男子天道總司出現在打鬥現場，同樣有變身成為假面騎士的能力，卻不屬於任何一個組織，讓雙方都感到驚訝和困惑。然而，一個可怕的陰謀，正在此時悄悄地進行。

## 登場角色
黒崎一誠 （くろさき いっせい）（武藏飾）
30歳。擁有強韌的肉體卻沉默且優雅的男性，是ZECT本部直属的保鑣。平時與大和為首的實戰部隊並不一起行動，而是接受加賀美陸或是三島等本部的直轄指令而行動。與「天空梯子計画」有關人士的死亡，其背後都可以見到其身影的謎樣「黄金的假面騎士」，其強大也有著「與他戰鬥的人，在開始戰鬥前就已經敗北」這樣的傳言存在。是除了陸與三島之外的ZECT成員中，唯一知道「天空梯子計劃」真正意圖的人。但是一心只想追求自己成為最強，坦言對於人類・異蟲之間的命運絲毫不關心。
假面騎士Caucasus變身者，屬於ZECT。
以速度奇快見稱，擅長格鬥。戰鬥後會留下一朵藍玫魂。
擁有Hyper Zector，使其有超越其他假面騎士的Hyper Clock Up，因此殺死了Hercus和打傷Gatack。
被Kabuto搶去Hyper Zector後，被Hyper Kick擊倒。
織田秀成 （おだ ひでなり）（小林且彌飾）
23歳。為了追求自由而ZECT產生懷疑而成為NEO-ZECT的領導人，而與過去在ZECT的同伴反目而戰鬥。雖然年紀相當輕，但是卻具有領導人的才氣。對於前來兜售其實力的天道頗為好評，但卻在未能參透他的心中盤算之下，招募他加入NEO-ZECT。
假面騎士Hercus變身者，屬於Neo-ZECT。
打敗了TheBee後被Caucasus使用Hyper Clock Up以一劍擊敗。
大和鐵騎 （やまと てつき）（虎牙光揮飾）
29歳。受到三島的指示而領導ZECT實戰部隊的行動隊長。與織田原本是戰友的関係，但因為織田的反叛而變成敵對狀況。為了維持ZECT的地位而執行的「天空梯子計劃」，以及排除身為叛亂份子的NEO-ZECT都由他來執行。對於向組織刀刃相向的人絕不留情，擁有絕對的忠誠心。
假面騎士Ketaros變身者，屬於ZECT。
在太空站與Kabuto戰鬥，後來因部分隕石撞擊太空站而遭受破壞，連同太空站碎片一同墜下地球，後化成火球墜落於ZECT基地附近，爆炸而死。
北斗修羅 （ほくと しゅら）（森下千里飾）
23歳。擁有巾幗不讓鬚眉的個性。是個天生的武鬥家，擁有在沒有騎士系統的加持下，也可以和異蟲對抗的實力。故事開始時是NEO-ZECT的成員，可說是織田的副手般的存在。但其實真面目是正体ZECT方面所派出去的間諜，在決戰時讓織田、風間陷入ZECT的陷阱之中。但在最後意外的聽到加賀美陸的真正目的，因而被襲擊身受重傷而亡。

## 本作限定登場假面騎士

### 假面騎士 Caucasus （仮面ライダーコーカサス）
- 身高：195cm
- 體重：95kg
- 拳擊力：30t
- 腳踢力：51t
- 跳躍力：一跳即可430m
- 行動速度：100m只需3s
- 變身者：黑崎一誠

和Kick&Punch Hopper一樣，沒有Masked Form，變身之後與Kabuto音效一樣直接語音"Change Beetle"。
裝甲的基本顏色是金色，昆蟲原型為南洋大兜蟲（高加索南洋大兜蟲）。
騎士形態（Rider Form）
- 必殺技：Rider Kick（騎士踢）

### 假面騎士 Hercus （仮面ライダーヘラクス）
- 身高：194cm
- 體重：92kg
- 拳擊力：36t
- 腳踢力：47t
- 跳躍力：一跳即可389m
- 行動速度：100m只需4s
- 變身者：織田秀成

和Kick&Punch Hopper一樣，沒有Masked Form，變身之後與Kabuto音效一樣直接語音"Change Beetle"。
裝甲的基本顏色是銀色，昆蟲原型為長戟大兜蟲。
騎士形態（Rider Form）
- 必殺技：Rider Beat

### 假面騎士 Ketaros （仮面ライダーケタロス）
- 身高：193cm
- 體重：96kg
- 拳擊力：35t
- 腳踢力：49t
- 跳躍力：一跳即可391m
- 行動速度：100m只需4s
- 變身者：大和鐵騎

和Kick&Punch Hopper一樣，沒有Masked Form，變身之後與Kabuto音效一樣直接語音"Change Beetle"。
裝甲的基本顏色是古銅色，昆蟲原型為神馬大兜蟲。
騎士形態（Rider Form）
- 必殺技：Rider Beat

## 與原作不符合處
- 天道的腰帶是由未來的天道交給過去的天道。
- 日下部日和是人類。
- 原作中並未提及以上三名騎士。
- 假面騎士 Sasword 的變身者並未表明，只是開頭有登場而已。
- 軼事：劇中演員弓削智久及森下千里皆在前作假面騎士龍騎飾演假面騎士鐵兵 北岡秀一(小田井涼平飾)的助手

## 關連項目
- 假面騎士系列